# Giovanni Pavoni (senatore)
Giovanni Francesco Pavoni (Orzinuovi, 28 luglio 1852 – Brescia, 26 settembre 1903) è stato un avvocato e politico italiano.

## Biografia
Laureato a Roma, è stato consigliere comunale, assessore e consigliere provinciale di Brescia, consigliere comunale a Orzinuovi, membro della deputazione provinciale. Deputato per quattro legislature, senatore dal 1892.